# Eduardas Rozentalis
Eduardas Rozentalis (* 27. Mai 1963 in Vilnius) ist ein litauischer Schachmeister. Er ist mehrfacher litauischer Meister und trägt seit 1991 den Titel eines Großmeisters.

## Leben und Karriere
Eduardas Rozentalis lernte als Siebenjähriger das Schachspiel von seinen jüdischstämmigen Eltern, die selbst Meisterspieler waren: seine Mutter Ilana Epšteinaitė-Rozentalienė war zweimalige Landesmeisterin Litauens (1962 und 1964), sein Vater war als Jugendlicher Nationalspieler. Er ist ein Schüler Isakas Vistaneckis’ und erzielte bereits als Jugendlicher zahlreiche Erfolge. 1981 wurde er Landesmeister, 1983 spielte er erstmals bei einem Halbfinale zur UdSSR-Meisterschaft mit. Zwischen 1984 und 1989 nahm er sechs Mal an den jährlich stattfindenden, stark besetzten UdSSR-Jungmeisterturnieren für Spieler unter 26 Jahren teil, von denen er drei (1984, 1985, 1987) gewinnen konnte. 1990 spielte er in Genf sein erstes Open-Turnier im Ausland und gewann es. In den folgenden Jahren nahm er mit guten Erfolgen an zahlreichen Turnieren teil; unter anderem kam er 1997 bei Traditionsturnier in Hastings auf den geteilten ersten Platz. Zu seinen besten Ergebnissen zählt auch der Sieg beim Open in Cappelle-la-Grande im Februar 2002 mit 7,5 Punkten aus 9 Partien. Rozentalis gewann zweimal den Rilton Cup in Stockholm (2005/06 und 2009/10). Bei der FIDE-Weltmeisterschaft 1997 schied er in der 2. Runde gegen Sergey Tiviakov aus, 1999 verlor er in der 1. Runde gegen Lewon Aronjan.
Zu seinem bevorzugten Eröffnungsrepertoire gehören außerdem die Spanische Abtauschvariante und die Russische Verteidigung.
Im Februar 2015 führt er die Eloliste Litauens an.

## Nationalmannschaft
Mit der litauischen Nationalmannschaft nahm Rozentalis an den Schacholympiaden 1992, 1994, 1996, 1998, 2002, 2004, 2006, 2008, 2010 und 2014 teil, ebenso an den Mannschaftseuropameisterschaften 1992, 1997, 1999, 2005 und 2007.

## Vereine
In den 1980er Jahren spielte Rozentalis für Trud, mit denen er 1986 das Finale des European Club Cups erreichte. In den 1990er Jahren spielte er in Litauen für die Mannschaft von Kaisé Vilnius, mit der er dreimal am European Club Cup teilnahm. In der deutschen Schachbundesliga spielte er von 1991 bis 1994 für den SV 03/25 Koblenz, von 1994 bis 1996 für den SK Zähringen, von 1997 bis 2002 für den SV Castrop-Rauxel und von 2006 bis 2009 für den TV Tegernsee. Seit 2018 spielt Rozentalis in der 1. Bundesliga mit dem BCA Augsburg, für den er zuvor bereits in der 2. Bundesliga aktiv war. In der österreichischen 1. Bundesliga spielt er seit 2007 für den SK Hohenems, mit dem er 2014 Mannschaftsmeister wurde und am European Club Cup teilnahm. In Frankreich spielt Rozentalis seit 2005 für Cercle d’Echecs de Strasbourg, mit dem er 2007 am European Club Cup teilnahm, in der belgischen Interclubs spielt er seit 2008 für den Koninklijke Gentse Schaakkring Ruy Lopez, mit dem er 2016 Meister wurde und am European Club Cup teilnahm. In der schwedischen Elitserien spielte er von 2011 bis 2013 für das Team Viking, mit dem er 2012 Meister wurde; seit der Saison 2015/16 spielt er für die Schacksällskapet Manhem. Die polnische Mannschaftsmeisterschaft gewann Rozentalis neunmal (1996, 1999, 2000, 2001, 2002, 2006, 2009, 2011 und 2012) mit Polonia Warschau und 2007 mit WASKO HetMaN Szopienice, mit Polonia Warschau nahm er außerdem sechsmal am European Club Cup teil, wobei er mit der Mannschaft 1997, 1998 und 2001 den zweiten Platz erreichte und 2000 das beste Einzelergebnis am dritten Brett erzielte. Mit dem Team Xtracon Køge gewann er 2019 und 2020 die dänische Skakligaen, außerdem spielte er bei griechischen und israelischen Mannschaftsmeisterschaften.

## Werke
- Vierzig kommentierte Partien 1983-1997. Fölbach, Koblenz 1998 (ISBN 3-923532-65-2), eine Sammlung seiner besten Partien.
- Mit Andrew Harley: Play the 2 c3 Sicilian. 2002 (ISBN 1-901983-56-0), eine Abhandlung über die Alapin-Variante der Sizilianischen Verteidigung.